# Przhevalskita
La przhevalskita és un mineral de la classe dels fosfats. Fou anomenada així en honor de Nikolai Mikhaïlovitx Przhevalski, un geògraf, naturalista i explorador de l'Àsia central.

## Característiques
La przhevalskita és un fosfat de fórmula química Pb₂(UO₂)₃(PO₄)₂(OH)₄·3H₂O. Cristal·litza en el sistema ortoròmbic. La seva duresa a l'escala de Mohs és 2 a 3.
Segons la classificació de Nickel-Strunz, la przhevalskita pertany a «08.EB: Uranil fosfats i arsenats, amb ràtio UO₂:RO₄ = 1:1» juntament amb els següents minerals: autunita, heinrichita, kahlerita, novačekita-I, saleeïta, uranocircita, uranospinita, xiangjiangita, zeunerita, metarauchita, rauchita, bassetita, lehnerita, metaautunita, metasaleeita, metauranocircita, metauranospinita, metaheinrichita, metakahlerita, metakirchheimerita, metanovačekita, metatorbernita, metazeunerita, torbernita, meta-lodevita, abernathyita, chernikovita, meta-ankoleita, natrouranospinita, trögerita, uramphita, uramarsita, threadgoldita, chistyakovaita, arsenuranospathita, uranospathita, vochtenita, coconinoita, ranunculita, triangulita, furongita i sabugalita.

## Formació i jaciments
En la seva localitat tipus fou descrita en la zona d'oxidació d'un dipòsit de sulfurs i petchblenda; es forma com a mineral secundari i és força rar. Sol trobar-se associat a torbernita, autunita, dumontia, dewindtita, uranofana, wulfenita i òxids de Fe-Mn hidratats.